# Drina cowani
Drina cowani är en fjärilsart som beskrevs av Corbet 1940. Drina cowani ingår i släktet Drina och familjen juvelvingar. Inga underarter finns listade i Catalogue of Life.

## Bildgalleri

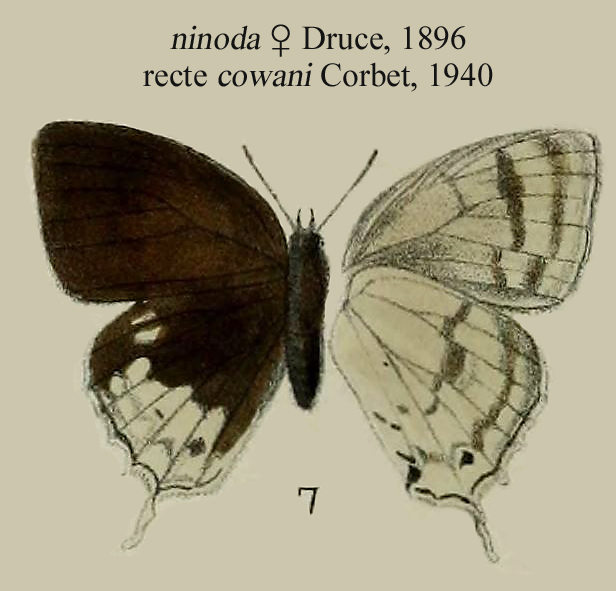
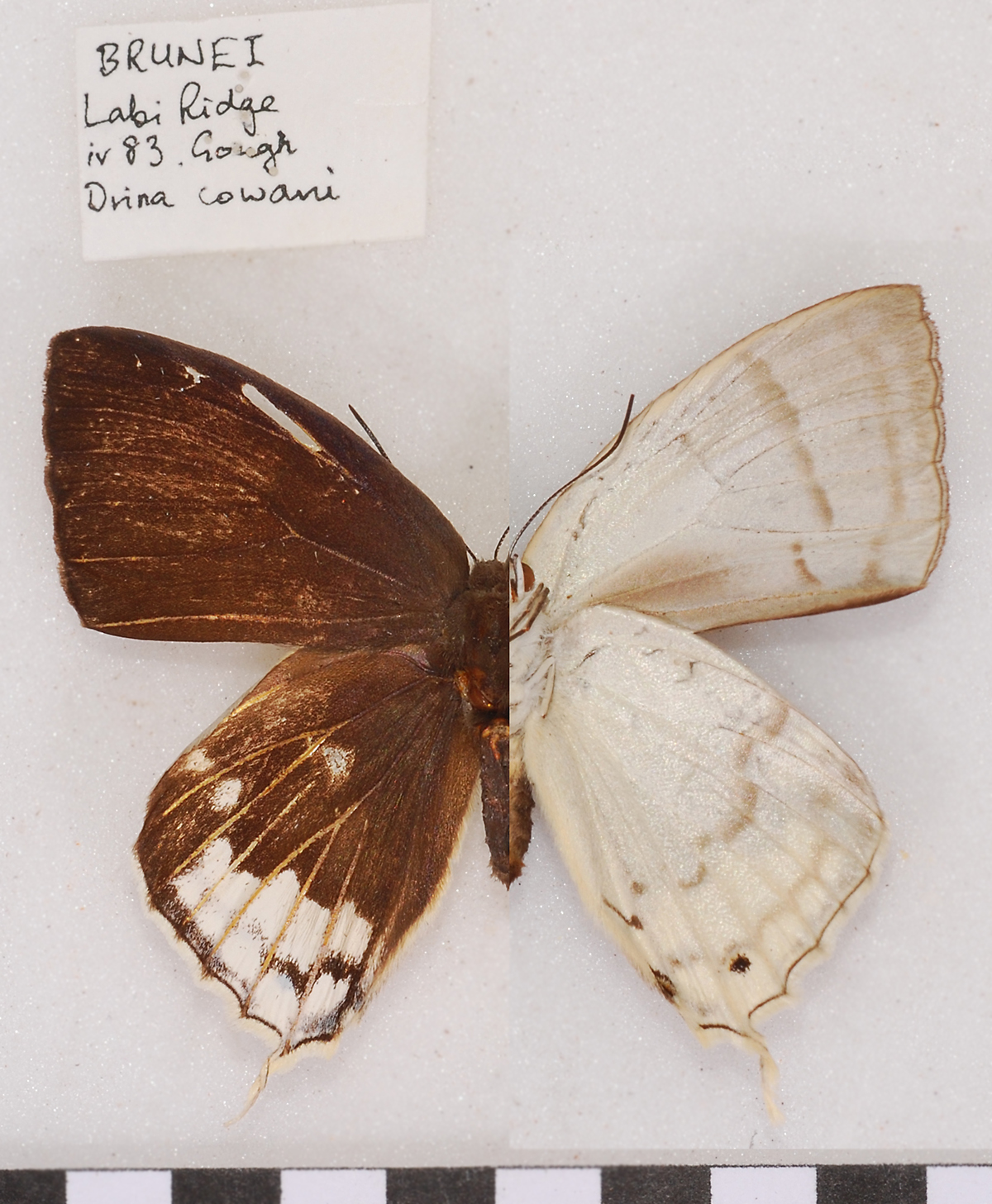